# Gerald FitzGerald, XI conte di Kildare
Gerald FitzGerald, XI conte di Kildare (25 febbraio 1525 – Londra, 16 novembre 1585) è stato un nobile irlandese, noto anche come il "conte mago" (un soprannome dato anche a Henry Percy, IX conte di Northumberland).

## Biografia
Era il figlio di Gerald FitzGerald, IX conte di Kildare, e della sua seconda moglie, Lady Elizabeth Grey.
FitzGerald divenne l'unico rappresentante maschile della sua famiglia, dopo che il suo fratellastro Silken Thomas, decimo conte, fu giustiziato a Tyburn nel 1537 con cinque dei suoi zii. Trascorse i successivi anni in fuga, in Irlanda, e trascorse del tempo a Donegal, sotto la tutela di sua zia, Lady Eleanor McCarthy, la moglie del capo di O'Donnell. La breve lega di Geraldine, una federazione che comprendeva gli O'Neill, gli O'Donnell, gli O'Briens di Thomond e altri potenti clan irlandesi legati ai Geraldine attraverso i matrimoni, si formò attorno al reclamo di FitzGerald sul titolo di conte di Kildare. La lega non durò molto e i membri principali furono sconfitti gravemente a Monaghan in seguito a un'incursione a The Pale nell'agosto 1539.
FitzGerald riuscì a fuggire dall'Irlanda con pochi fedeli servitori e fu protetto da Enrico VIII e dai suoi agenti sia da Francesco I di Francia che da Carlo V del Sacro Romano Impero. Fu educato in un monastero a Liegi e trascorse del tempo con il vescovo di Verona, Ercole Gonzaga, il cardinale di Mantova e il duca di Mantova. A causa della sua permanenza nella corte del duca, FitzGerald parlava correntemente italiano e conosceva la cultura della corte dell'Italia rinascimentale. Da lì, si è poi trasferito a Roma, e per tre anni ha studiato sotto la guida del cardinale Reginald Pole.
Durante il suo esilio dall'Irlanda, FitzGerald combatté con i Cavalieri di Rodi contro i turchi e viaggiò fino a Tripoli, poi tenuto dai Cavalieri di San Giovanni . Dopo la morte di Enrico VIII nel 1547, si recò in Inghilterra e fu ricevuto alla corte di Edoardo VI, restituendoli le terre. 
Durante il regno di Maria I, FitzGerald contribuì a sopprimere la ribellione di Sir Thomas Wyatt nel 1554. Fu poi restaurato come conte di Kildare e barone di Offaly. Tornò in Irlanda poco dopo.
FitzGerald aveva un vivo interesse per l'alchimia, che causò molte speculazioni tra coloro che vivevano intorno al castello di Kilkea. Si diceva che possedesse poteri magici e quindi si guadagnò il soprannome di "conte mago". Era un uomo molto intelligente e colto, "un prodotto del Rinascimento", ma sembra che gli mancassero le capacità politiche di suo nonno Gerald FitzGerald, VIII conte di Kildare, e nella turbolenta atmosfera politica degli anni '60 e '70 era sempre più vulnerabile agli attacchi, specialmente da quando professava apertamente la fede cattolica. Fu anche sfortunato ad essere il suocero di Lord Delvin, che fu sospettato di tradimento durante la sua carriera.
Il suo restauro come conte di Kildare suscitò l'ostilità di molti, e durante la sua carriera fu spesso accusato di tradimento e fu imprigionato nel castello di Dublino e successivamente nella torre di Londra. Doveva la sua sopravvivenza principalmente al rispetto personale della regina Elisabetta, che per due volte respinse le accuse di tradimento contro di lui. Si convertì alla religione protestante all'inizio del regno della regina Elisabetta. Nei suoi ultimi anni, sebbene tecnicamente un uomo libero, gli fu proibito di lasciare Londra, salvo che gli fu permesso di prendere posto nel Parlamento irlandese che si riunì a Dublino nell'aprile-maggio 1585.

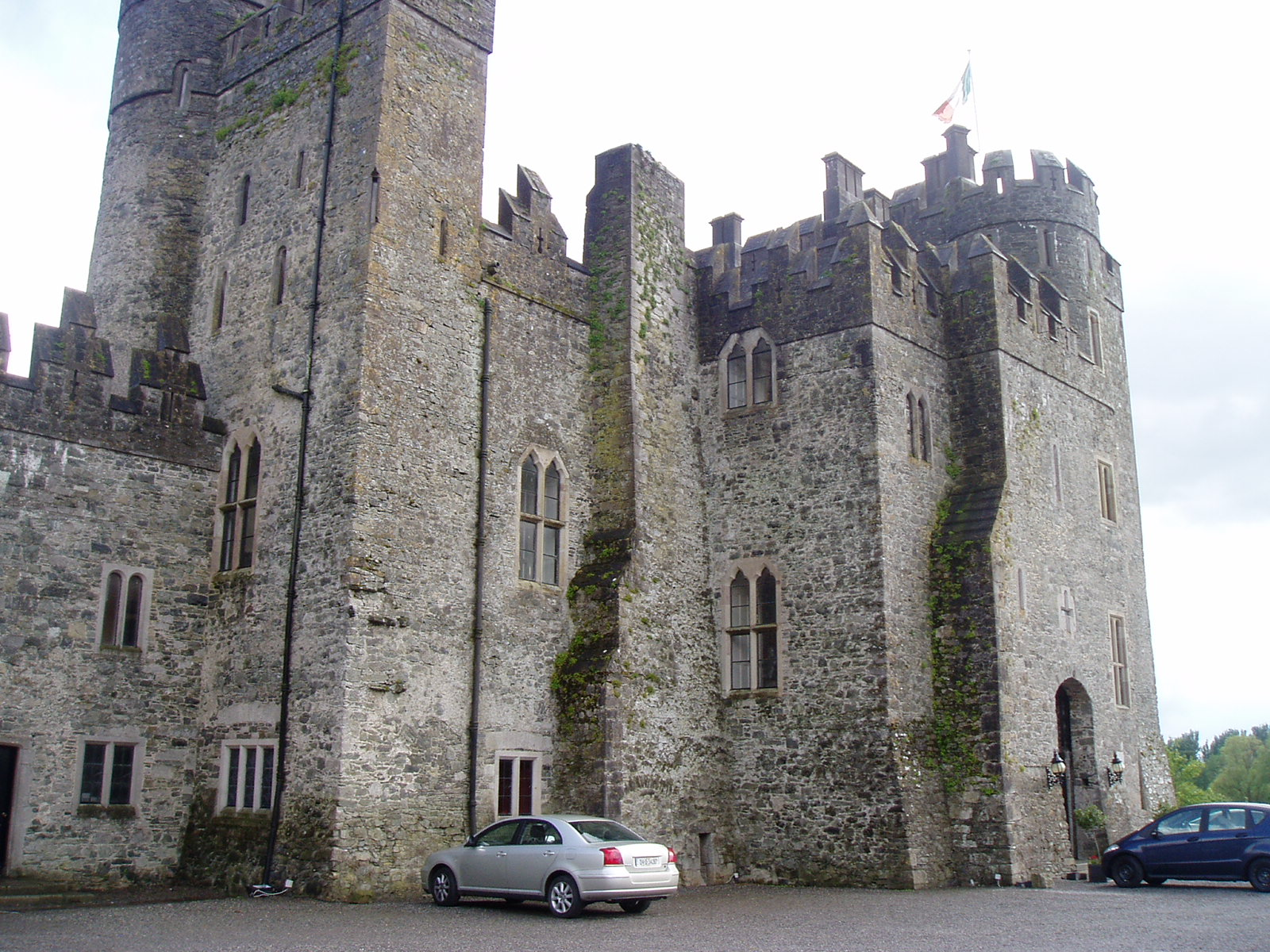
Kilkea Castle

## Matrimonio
Mentre era alla corte di Edoardo VI, FitzGerald incontrò Mabel Browne (1536-25 agosto 1610), figlia di Sir Anthony Browne. Kildare e Mabel Browne si sposarono il 28 maggio 1554, nella Cappella Reale. Ebbero cinque figli:
- Lady Mary FitzGerald (?-1 ottobre 1610), sposò Christopher Nugent, VI barone Delvin, ebbero sette figli;
- Lord Gerald FitzGerald, Lord Offaly, Lord Garratt (28 dicembre 1559-giugno 1580), sposò Catherine Knollys, ebbero una figlia;
- Henry FitzGerald, XII conte di Kildare (1562-1 agosto 1597);
- William FitzGerald, XIII conte di Kildare (?-1599);
- Lady Elizabeth FitzGerald (12 gennaio 1617-?), sposò Donogh O'Brien, IV conte di Thomond, ebbero tre figli.

## Morte
FitzGerald morì a Londra, ancora in condizioni di semi-prigionia, il 16 novembre 1585. 
Secondo la leggenda, il suo fantasma torna al Kilkea Castle ogni sette anni.

## Rappresentazioni
Gerald FitzGerald appare in The Irish Princess di Karen Harper, un ritratto della vita della sorella di FitzGerald, Elizabeth FitzGerald.

## Ascendenza
|                                          |           |                                                  | Genitori                                 |  |  | Nonni |  |  | Bisnonni                                |  |  | Trisnonni                            |  |
|                                          |           |                                                  |                                          |  |  |       |  |  | Thomas FitzGerald, VII conte di Kildare |  |  | John FitzGerald, VI conte di Kildare |  |
|                                          |           |                                                  |                                          |  |  |       |  |  | Thomas FitzGerald, VII conte di Kildare |  |  | John FitzGerald, VI conte di Kildare |  |
|                                          |           | Margaret de la Herne                             |                                          |  |  |       |  |  | Thomas FitzGerald, VII conte di Kildare |  |  |                                      |  |
| Gerald FitzGerald, VIII conte di Kildare |           |                                                  |                                          |  |  |       |  |  | Thomas FitzGerald, VII conte di Kildare |  |  |                                      |  |
|                                          |           | Jane FitzGerald                                  | James FitzGerald, VI conte di Desmond    |  |  |       |  |  |                                         |  |  |                                      |  |
|                                          |           | Jane FitzGerald                                  | James FitzGerald, VI conte di Desmond    |  |  |       |  |  |                                         |  |  |                                      |  |
|                                          |           | Jane FitzGerald                                  | Mary de Burgh                            |  |  |       |  |  |                                         |  |  |                                      |  |
| Gerald FitzGerald, IX conte di Kildare   |           | Jane FitzGerald                                  |                                          |  |  |       |  |  |                                         |  |  |                                      |  |
|                                          |           | Rowland FitzEustace, I barone Porstelster        | Edward FitzEustace                       |  |  |       |  |  |                                         |  |  |                                      |  |
|                                          |           | Rowland FitzEustace, I barone Porstelster        | Edward FitzEustace                       |  |  |       |  |  |                                         |  |  |                                      |  |
|                                          |           | Rowland FitzEustace, I barone Porstelster        | Alicia                                   |  |  |       |  |  |                                         |  |  |                                      |  |
| Alison FitzEustace                       |           | Rowland FitzEustace, I barone Porstelster        |                                          |  |  |       |  |  |                                         |  |  |                                      |  |
|                                          |           | Genet Bellew                                     | John Bellew                              |  |  |       |  |  |                                         |  |  |                                      |  |
|                                          |           | Genet Bellew                                     | John Bellew                              |  |  |       |  |  |                                         |  |  |                                      |  |
|                                          |           | Genet Bellew                                     | Margaret FitzGerald                      |  |  |       |  |  |                                         |  |  |                                      |  |
| Gerald FitzGerald, XI conte di Kildare   |           | Genet Bellew                                     |                                          |  |  |       |  |  |                                         |  |  |                                      |  |
|                                          | John Grey | Edward Grey                                      |                                          |  |  |       |  |  |                                         |  |  |                                      |  |
|                                          | John Grey | Edward Grey                                      |                                          |  |  |       |  |  |                                         |  |  |                                      |  |
|                                          | John Grey | Elizabeth Ferrers, VI baronessa Ferrers di Groby |                                          |  |  |       |  |  |                                         |  |  |                                      |  |
| Thomas Grey, I marchese di Dorset        | John Grey |                                                  |                                          |  |  |       |  |  |                                         |  |  |                                      |  |
|                                          |           | Elizabeth Woodville                              | Richard Woodville, I conte di Rivers     |  |  |       |  |  |                                         |  |  |                                      |  |
|                                          |           | Elizabeth Woodville                              | Richard Woodville, I conte di Rivers     |  |  |       |  |  |                                         |  |  |                                      |  |
|                                          |           | Elizabeth Woodville                              | Jacquette de Luxembourg                  |  |  |       |  |  |                                         |  |  |                                      |  |
| Elizabeth Grey                           |           | Elizabeth Woodville                              |                                          |  |  |       |  |  |                                         |  |  |                                      |  |
|                                          |           | William Bonville, VI barone Harington            | William Bonville                         |  |  |       |  |  |                                         |  |  |                                      |  |
|                                          |           | William Bonville, VI barone Harington            | William Bonville                         |  |  |       |  |  |                                         |  |  |                                      |  |
|                                          |           | William Bonville, VI barone Harington            | Elizabeth Harrington                     |  |  |       |  |  |                                         |  |  |                                      |  |
| Cecily Bonville, VII baronessa Harington |           | William Bonville, VI barone Harington            |                                          |  |  |       |  |  |                                         |  |  |                                      |  |
|                                          |           | Katherine Neville                                | Richard Neville                          |  |  |       |  |  |                                         |  |  |                                      |  |
|                                          |           | Katherine Neville                                | Richard Neville                          |  |  |       |  |  |                                         |  |  |                                      |  |
|                                          |           | Katherine Neville                                | Alice Montacute, V contessa di Salisbury |  |  |       |  |  |                                         |  |  |                                      |  |
|                                          |           | Katherine Neville                                |                                          |  |  |       |  |  |                                         |  |  |                                      |  |